# 태복
태복(太僕)은 중국의 관직명이다.

## 진, 전한
구경의 하나이다. 진나라의 중앙관에서 유래했으며 마차를 관할하여 승(丞)이 2명 있었다. 전한에서도 이를 계승하여 설치하여 속관에는 아래의 것들이 있었다.
- 大厩令 - 大厩丞 5명, 大厩尉 1명
- 未央令 - 未央丞 5명, 未央尉 1명
- 家馬令 - 家馬丞 5명, 家馬尉 1명: 한무제 태초 원년 (기원전 104년)에 동마(挏馬)로 개칭했다.
- 車府令 - 車府丞
- 路軨令 - 路軨丞: 한무제 태초 원년에 설치했다.
- 騎馬令 - 騎馬丞
- 駿馬令 - 駿馬丞
- 龍馬監 - 龍馬長 - 龍馬丞
- 閑駒監 - 閑駒長 - 閑駒丞
- 櫜泉監 - 櫜泉長 - 櫜泉丞
- 騊駼監 - 騊駼長 - 騊駼丞
- 承華監 - 承華長 - 承華丞
- 牧師苑令 6명: 변경지에서 부임
- 牧櫜令 - 牧櫜丞
- 昆蹏令 - 昆蹏丞
- 中太僕: 황태후의 마차를 관할했다. 비상설.

## 후한
후한에서도 이를 계승하여 설치했다. 정원은 1명이며 질록은 중이천석이다. 승(丞)은 1명이며 질록은 천석이다. 속관은 이하의 것들이 있다. (괄호 안은 질록이다.)
- 考工令 1명(600석) - 左右丞各 1명 - 員吏 109명: 병기의 제작을 주로 담당
- 車府令 1명(600석) - 丞 1명 - 員吏 24명: 마차의 수레를 담당
- 未央厩令 1명(600석) - 長楽厩丞 1명: 마차의 말을 담당

未央厩令의 속관은 원리(員吏) 70명, 졸추(卒騶, 사육원飼育員이라고도 함) 20명이었다. 長楽厩丞의 속관은 원리(員吏) 15명, 졸추(卒騶) 20명, 苜蓿苑官田所의 수비 1명을 뒀다.

## 참고 문헌
- 반고『한서』표제7상「백관공경표」上